# Искандарово (Башкортостан)
Искандарово (баш. Искәндәр) — село в Давлекановском районе Республики Башкортостан Российской Федерации. Входит в состав Бик-Кармалинского сельсовета.

## География

### Географическое положение
Расстояние до:
- районного центра (Давлеканово): 33 км,
- центра сельсовета (Бик-Кармалы): 4 км,
- ближайшей ж/д станции (Давлеканово): 33 км.

## История
В «Списке населенных мест по сведениям 1870 года», изданном в 1877 году, населённый пункт упомянут как деревня Искендерова (Апрыкуль) 1-го стана Белебеевского уезда Уфимской губернии. Располагалась при речке Апрыкуле, вправо от реки Демы, в 105 верстах от уездного города Белебея и в 95 верстах от становой квартиры в деревне Менеуз-Тамак. В деревне, в 103 дворах жили 704 человека (346 мужчин и 358 женщин, татары, башкиры), были мечеть, училище, водяная и конная мельницы. Жители занимались пчеловодством, кузнечеством и плетением лаптей.

## Население
| 2002 | 2009 | 2010 |
| ---- | ---- | ---- |
| 252  | ↗259 | ↘254 |

Согласно переписи 2002 года, преобладающая национальность — татары (75 %).